# Desmostylidae
Desmostylidae — вимерла родина травоїдних морських ссавців ряду Desmostylia. Вони мешкали в прибережних водах північної частини Тихого океану з раннього олігоцену (рупеля) до пізнього міоцену (тортонського періоду) (33.9 млн років до 7.2 млн років тому).

## Класифікація
Класифікація за Chib 2016:
- †Desmostylidae:
  - †Cornwallius
  - †Behemotops
  - †Desmostylus
  - †Kronokotherium
  - †Ounalashkastylus